# Luis Augusto de Sajonia-Coburgo y Gotha
Luis Augusto de Sajonia-Coburgo-Gotha (Eu, 9 de agosto de 1845 - Karlsbad, 14 de septiembre de 1907) fue un príncipe alemán de la Casa de Sajonia-Coburgo-Gotha, oficial de la marina austrohúngara y almirante de la armada imperial brasileña.
Tras pasar la infancia entre Francia, Bélgica, Alemania y el Imperio austrohúngaro, Luis Augusto ingresó en la marina austrohúngara, en 1861, con dieciséis años. Dos años después, en 1863, él y su hermano Felipe fueron designados por los representantes de las potencias europeas como herederos de su tío Ernesto II de Sajonia-Coburgo-Gotha en el plebiscito que elegiría al futuro rey de Grecia, plaza vacante tras la abdicación de Otón I el año anterior. Sin embargo, el proyecto fracasó y Luis Augusto continuó su carrera en la marina y participó en la Guerra de los Ducados en 1864.
Pocos meses después del conflicto, la vida del príncipe tomó un rumbo diferente. Su familia, que pretendía casarlo con Isabel de Brasil, heredera al trono del Imperio de Brasil, lo envió de viaje para que la conociera. Sin embargo, se casó con la hermana menor de esta, Leopoldina el 15 de diciembre de 1864. Fue nombrado almirante de la marina imperial y participó junto con su suegro Pedro II de Brasil en la Guerra de la Triple Alianza (1864-1870). Con la victoria brasileña, él y su esposa, con quien ya había tenido tres hijos, viajaron a Europa donde Leopoldina murió en 1871. Entonces, el príncipe decidió instalarse definitivamente en Austria y confió la educación de sus hijos mayores —en aquel momento herederos al trono de Brasil por la falta de hijos de la princesa Isabel— a los suegros.
Libre de la responsabilidad de criar y educar a los posibles herederos del Imperio, dedicó la mayor parte de su tiempo a la caza, su gran pasión. Sus últimos años estuvieron marcados por la muerte de uno de sus hijos menores, por la caída de la monarquía constitucional en Brasil y por la locura de su hijo mayor, que fue internado en 1891. Luis Augusto murió pocos meses después de su madre, la princesa Clementina de Orleans en 1907.

## Biografía

### Familia y primeros años

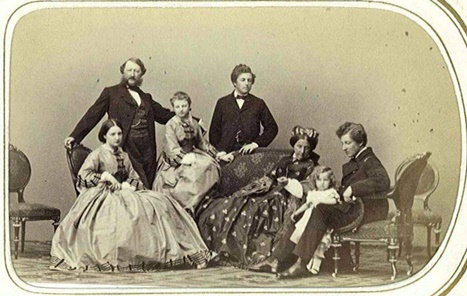
Los Sajonia-Coburgo-Koháry en 1863. De izquierda a derecha: Clotilde, Augusto, Amalia, Felipe, Clementina, Fernando (futuro zar de Bulgaria) y Luis Augusto.

Segundo hijo de Augusto de Sajonia-Coburgo-Gotha y Clementina de Orleans, Luis Augusto nació en el castillo de Eu en Francia donde su madre decidió dar a luz a todos sus hijos. Sus padrinos de bautismo fueron su tío materno, Luis de Orleans, y su tía abuela paterna, Alejandrina de Baden. Sus abuelos paternos fueron el príncipe Fernando de Sajonia-Coburgo-Gotha y la princesa María Antonia de Kohary y sus abuelos maternos fueron el rey Luis Felipe I de Francia y María Amalia de Borbón-Dos Sicilias. Fue sobrino del rey Fernando II de Portugal (consorte de la reina María II), primo de Gastón de Orleans y hermano del zar Fernando I de Bulgaria.
Siendo aún un niño viajó por Europa y pasó su infancia entre Francia, Bélgica, el ducado de Sajonia-Coburgo y Gotha y el Imperio austrohúngaro. Durante uno de sus viajes a Francia presenció la revolución de 1848 que puso fin a la monarquía y obligó a su familia a huir al Reino Unido.
Contrariamente a la costumbre de la época, Augusto y Clementina se encargaron personalmente de educar a sus hijos, que describían como muy atentos. Su padre lo inició en el arte de la caza, que se volvió una de las grandes pasiones del príncipe en la edad adulta.

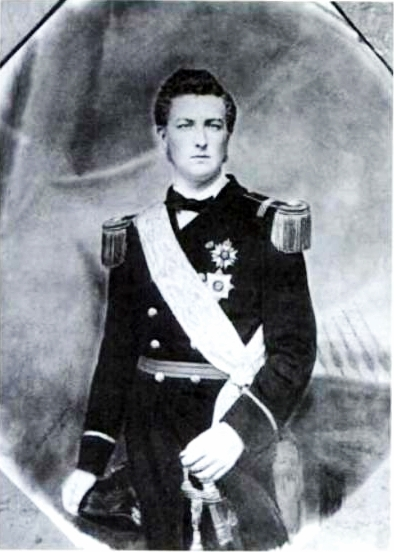
Luis Augusto con el uniforme de oficial de la marina.

### Estudios y formación militar
La educación del príncipe quedó a cargo de preceptores, pero su progreso estaba controlado por profesores de la escuela de Schatten en Viena. Estaba fascinado por el mar y los barcos y deseaba hacer carrera en la marina. Con 15 años, sus padres los matricularon en un curso preparatorio para que pudiera ingresar en la escuela de marina austriaca el año siguiente. En octubre de 1861, aprobó el examen de admisión para la academia naval y salió para Trieste a empezar su entrenamiento.

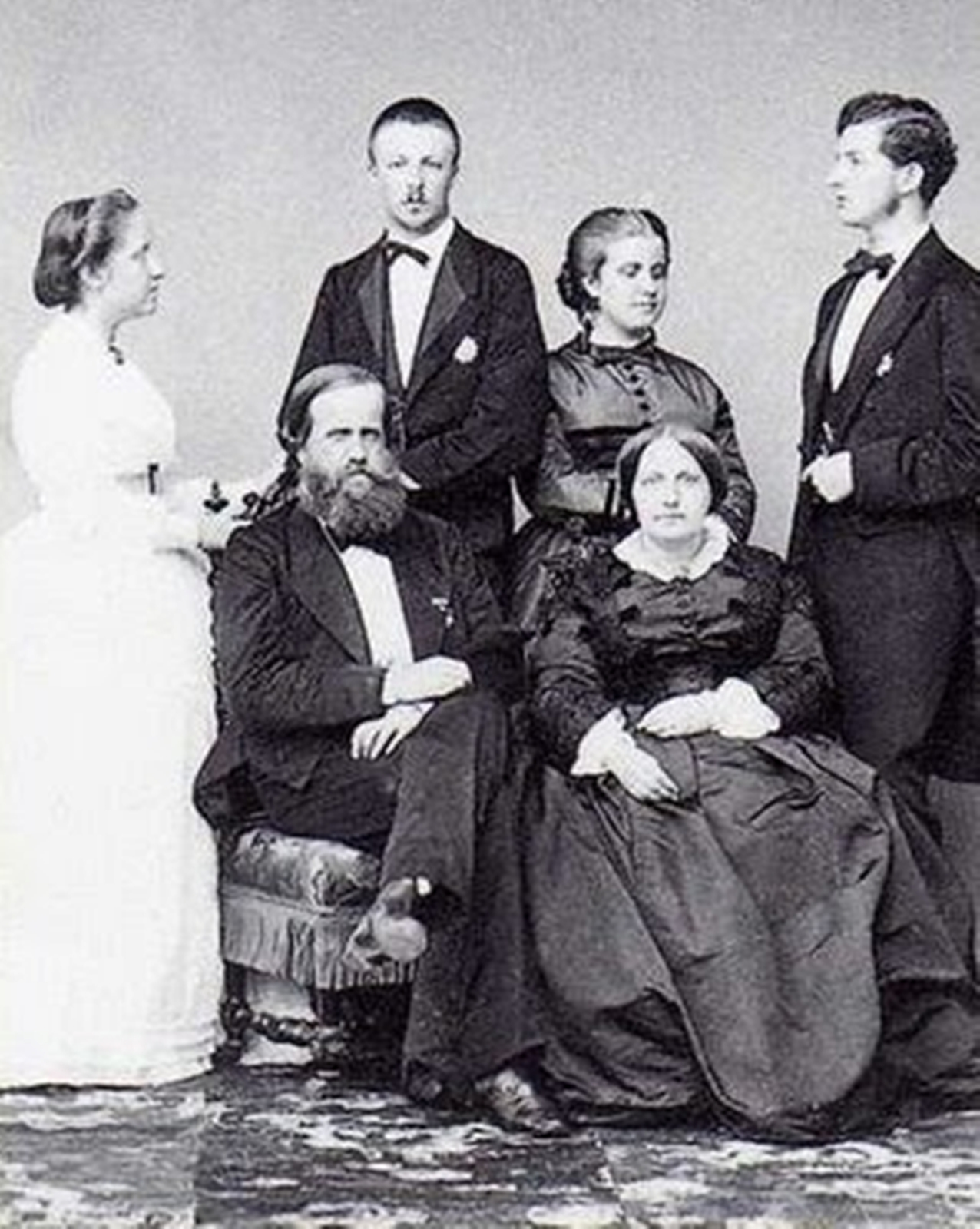
La familia imperial brasileña: (de pie) Isabel de Brasil, Gastón de Orleans, Leopoldina y Luis Augusto; (sentados) Pedro II y Teresa Cristina de Borbón y Dos Sicilias.

### El trono de Grecia
En 1863, Luis Augusto se encontraba a bordo de la fragata Novara cuando su nombre y el de su hermano Felipe fueron designados por las potencias europeas para el plebiscito que escogería al futuro rey de Grecia. Su tío, el duque Ernesto II de Sajonia-Coburgo-Gotha era de los candidatos potenciales al trono del depuesto Otón I y, ya que no tenía hijos, consideró nombrar a uno de sus sobrinos mayores como presunto heredero.
Sin embargo, el duque de Sajonia-Coburgo-Gotha impuso una serie de condiciones para aceptar la corona. Las grandes potencias se negaron a satisfacer sus exigencias y Ernesto fue obligado a desistir al trono griego. Por otro lado, los padres de Luis Augusto y Felipe consideraron inaceptables que sus hijos, miembros de la rama católica de los Sajonia-Coburgo-Koháry se convirtieran a la fe ortodoxa a cambio de ocupar un trono extranjero. Finalmente en junio de 1863, el príncipe Jorge I de Grecia fue elegido rey de Grecia.

### Oficial de la marina austríaca
En febrero de 1864, Luis Augusto aprobó el examen para oficial de marina y ascendió a teniente segundo. A bordo del Elizabeth tomó parte de la Guerra de los Ducados donde las tropas austrohúngaras y prusianas lucharon contra Dinamarca por la posesión de los ducados de Schleswig-Holstein. La buena experiencia supuso que el príncipe recibiera varias condecoraciones concedidas por el Imperio austrohúngaro y por Prusia.

### Matrimonio

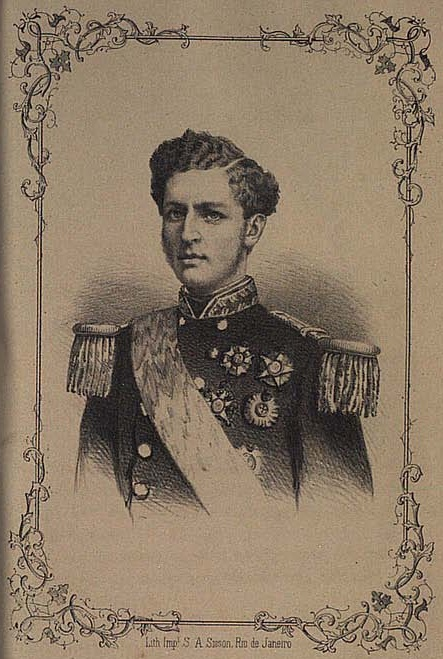
El duque de Sajonia-Coburgo-Gotha (S. A. Sisson).

A principios de 1860, el emperador Pedro II de Brasil, que no tenía herederos masculinos, intentaba casar a sus hijas Isabel y Leopoldina para garantizar su sucesión. Para dirigirse a las cortes europeas, le pidió a su hermana Francisca y a su cuñado ayuda para encontrar a dos jóvenes príncipes para que desposasen a sus hijas. De todos los nombres disponibles, Pedro escogió a su sobrino, el duque de Penthièvre y a Felipe de Bélgica, hijo de Leopoldo I de Bélgica. Sin embargo, los dos jóvenes se negaron y el emperador finalmente escogió al príncipe Luis Augusto y a su primo Gastón de Orleans.
Al contrario que sus primos, Gastón y Luis Augusto aceptaron la propuesta de boda. Además, los Sajonia-Coburgo se alegraron al imaginar a uno de sus descendientes desposando a la hija mayor del emperador y ocupando el trono de Brasil. No obstante, Pedro II se negó en redondo a casar a sus hijas sin que estas pudieran opinar sobre sus pretendientes e impuso como condición previa a los matrimonios que los príncipes visitaran Brasil para conocer a la familia imperial. Tras muchos aplazamientos, Luis Augusto y Gastón se embarcaron en Lisboa en agosto de 1864 para llegar a Río de Janeiro el 2 de septiembre. Ese mismo día, se reunieron con la familia imperial en el palacio de São Cristóvão donde conocieron a las dos princesas. Se realizaron más encuentros en los días siguientes hasta que Pedro informó a los príncipes que Isabel había escogido a Gastón y Leopoldina a Luis Augusto.
Mientras tanto en Europa, los Sajonia-Coburgo estaban decepcionados por la elección de la princesa imperial. Luis Augusto, a quien su prometida llamaba cariñosamente Gusty, se sintió aliviado. A pesar de que era joven y ambicioso y amante de la vida mundana, no ocultó su alegría con la idea de volver al Viejo Continente y librarse así del ingrato papel de príncipe consorte. La pedida de mano de ambas parejas se realizó el 18 de septiembre. La boda entre Isabel y Gastón se celebró el 15 de octubre de 1864 y la de Leopoldina y Luis Augusto el 8 de diciembre de ese mismo año.
El 18 de febrero de 1865, la pareja firmó un contrato por el cual se comprometió a residir parte del año en Brasil y, en el caso de que Leopoldina se quedase embarazada antes que sus hermanas, a que sus hijos nacieran en territorio brasileño. A cambio, recibieron una pensión del gobierno imperial durante el tiempo que estuvieran en Brasil. Los Sajonia-Coburgo-Koháry se comprometieron a aumentar en un millón de francos el patrimonio del príncipe, que ya recibía una pensión mensual de su familia para la manutención de la pareja.

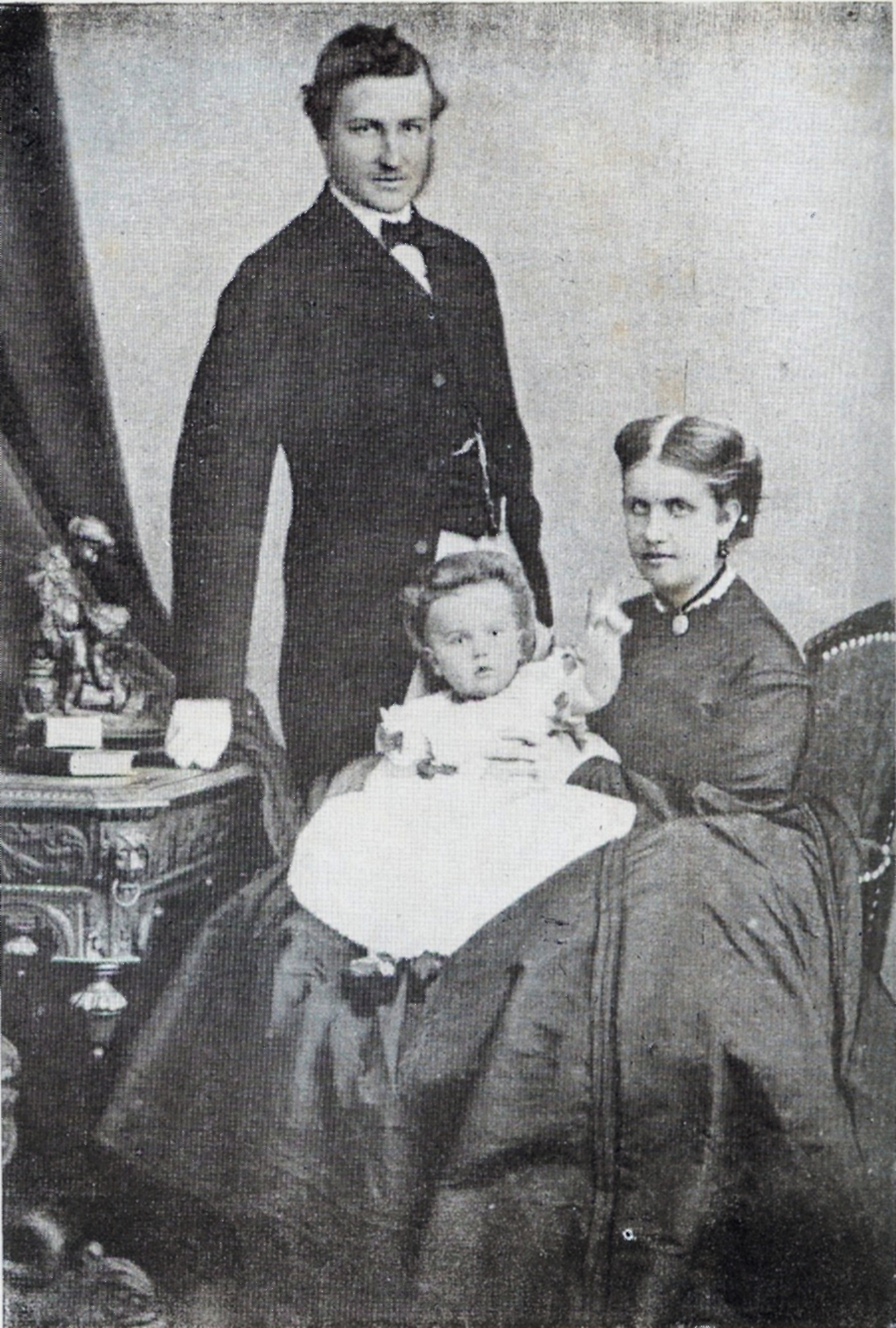
Luis Augusto, Leopoldina y Pedro Augusto, primer hijo de la pareja y primer nieto de Pedro II, en 1867.

### Ejército y marina imperial
Tras su boda, Luis Augusto recibió el cargo de almirante de la armada imperial y le concedieron la gran cruz de todas las órdenes imperiales.
En mayo de 1865 empieza la guerra de la Triple Alianza en la que Brasil, Argentina y Uruguay se unieron contra el Presidente paraguayo Francisco Solano López. Dispuesto a actuar en defensa de la nueva patria, el príncipe participó en el conflicto del lado de su suegro y de su cuñado. Durante la campaña pasó más de 500 horas montado a caballo, la mayor parte de ella galopando, un comportamiento combativo que satisfizo mucho al emperador. Aun así, el príncipe era más dado a los placeres que al trabajo y el monarca pronto se dio cuenta de que su personalidad encantadora escondía una gran dosis de inconstancia.
Tras la rendición de Uruguayana el 18 de septiembre de 1865, la guerra se definió favorablemente a la Triple Alianza formada por Brasil, Argentina y Uruguay y Pedro II, Luis Augusto y Gastón abandonaron el teatro de operaciones y volvieron a Río de Janeiro.

### Entre Brasil y Francia
Al volver del frente, Luis Augusto se instaló con su esposa en el palacio Leopoldina en los alrededores del palacio de São Cristóvão. En aquella época, la relación de la pareja con la princesa Isabel y su marido, a pesar de ser cordial, no era muy cercana. Las relaciones con el emperador eran más complicadas pues temía las ambiciones de la Casa de Sajonia-Coburgo y Gotha y consideraba a su yerno muy superficial. Ese sentimiento también parecía que lo compartían muchos brasileños. El vizconde de Taunay, político y escritor, describió a Augusto como un hombre completamente indiferente a su nuevo país y solo se interesaba por la caza y los placeres de Europa.

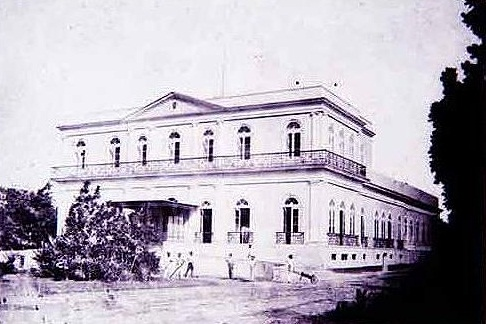
El palacio Leopoldina, residencia oficial de la pareja en Río de Janeiro.

El 19 de marzo de 1866, la princesa Leopoldina dio a luz a su primer hijo, un niño llamado Pedro en honor a su abuelo materno. Pocas semanas después, el 9 de mayo, embarcaron hacia Europa donde visitaron a los familiares de Luis Augusto en el Reino Unido, Bélgica, Alemania y Austria.
El retorno del príncipe a Viena coincidió con el inicio de la guerra Austro-Prusiana que supondría la derrota de los Habsburgo en la batalla de Sadowa. Para escapar del conflicto y sus posible consecuencias, Luis Augusto y su familia salieron hacia Hungría donde los Sajonia-Coburgo-Koháry poseían vastos dominios.
Con la restauración de la paz, el príncipe pudo reencontrarse con sus padres y manifestar su deseo de establecerse permanentemente en Austria. Sin embargo, el nuevo embarazo de Leopoldina le obligó a volver a Brasil en julio de 1867.

### Fundador de una nueva dinastía
El 6 de diciembre de 1867, Leopoldina dio a luz a su segundo hijo, un niño llamado Augusto, como su padre y su abuelo paterno. El tercer hijo, José vendría al mundo dos años después, el 21 de mayo de 1869. Mientras tanto, la princesa Isabel aún no había traído al mundo ningún heredero, lo que colocaba a los Sajonia-Coburgo-Koháry los primeros en la línea de sucesión al trono de Brasil.
A finales de 1869, Luis Augusto y su familia volvieron a Europa, pero al descubrir que Leopoldina está de nuevo embarazada, deciden volver a Brasil a principios de 1870. El 15 de septiembre nació Luis, cuarto y último hijo de la pareja en el castillo de Ebenthal en la Baja Austria. Sin embargo, el nacimiento de este niño no fue tan celebrado como el del resto, ya que Leopoldina contrajo fiebre tifoidea pocas semanas después del parto y murió el 7 de febrero de 1871.
Viudo, el príncipe Luis Augusto decidió instalarse definitivamente en Austria. A pesar de esto, mantuvo el contacto con los padres de su esposa así como el cargo de presidente del Consejo Supremo de la Marina Imperial y el de presidente honorífico del Instituto Histórico y Geográfico Brasileño. Hasta la caída de la monarquía en 1889, el príncipe viajó varias veces a Brasil.
Pedro II aceptó la decisión del yerno, pero le pidió que sus nietos vivieran en Brasil para que fueran criados como posibles herederos. Un consejo familiar decidió que los dos hijos mayores del príncipe, Pedro Augusto y Augusto Leopoldo, fueran criados por la familia imperial, mientras que los dos más pequeños quedarían bajo el cuidado del padre. Para que la separación no fuese traumática para los niños, Luis Augusto los acompañó en su viaje a Brasil en marzo de 1872 y los entregó a los abuelos maternos para que los cuidaran.

### Viudedad
De vuelta a Austria, Luis Augusto comenzó a vivir con sus padres. Su madre, Clementina de Orleans, sustituyó a Leopoldina en la educación de sus hijos. Libre de la mayor parte de sus funciones oficiales, el príncipe se dedicó a la caza de forma apasionada y, de hecho, el récord mundial de caza de rebecos aún le pertenece, ya que llegó a abatir 3412 animales durante su vida. Empezó también a viajar regularmente a París donde pasaba largas temporadas en compañía de bellas jóvenes.

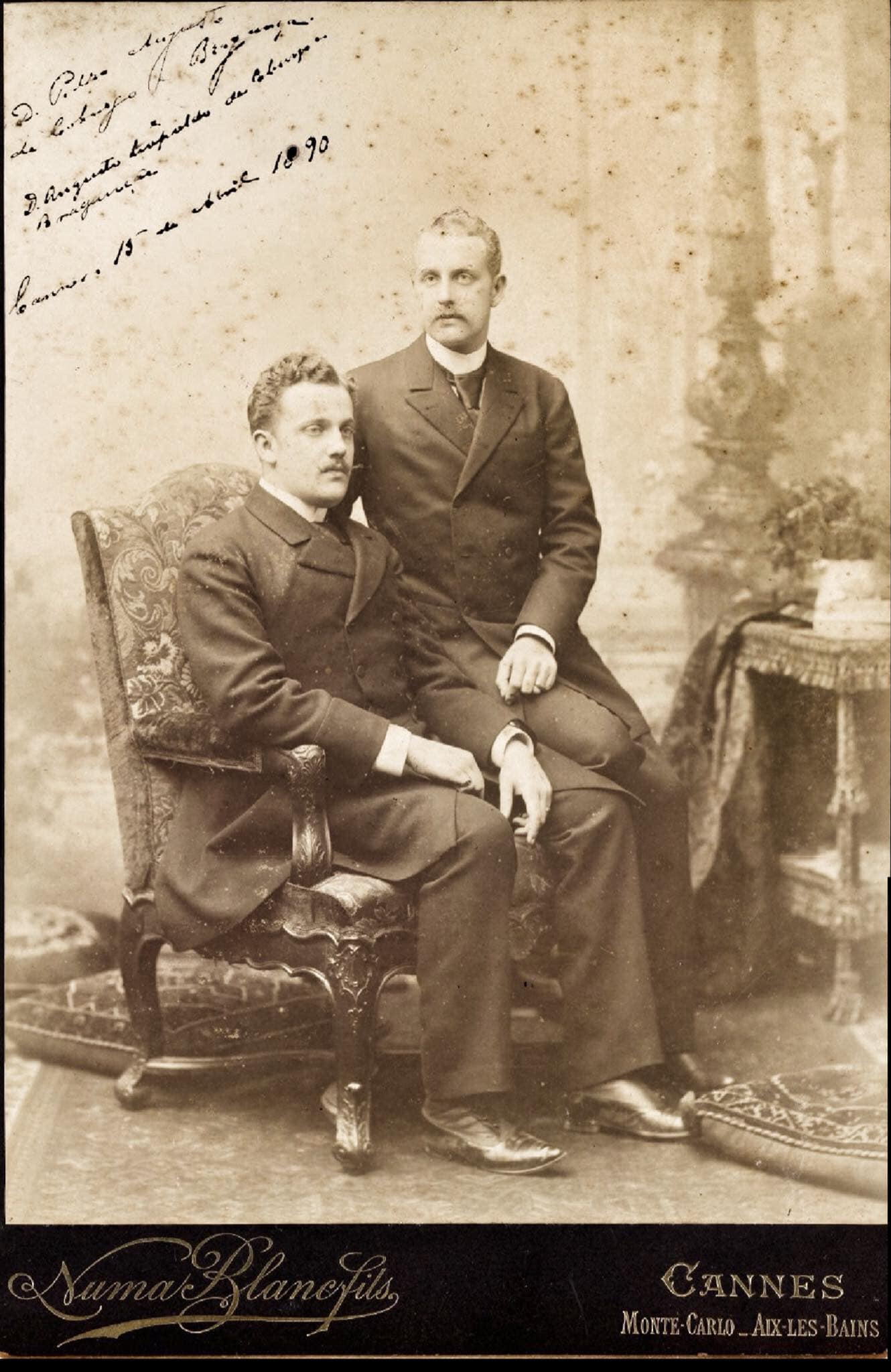
Pedro Augusto (a la izquierda) y Augusto Leopoldo en el exilio en Cannes. Foto del 15 de abril de 1890 y autografiada por los príncipes.

Luis Augusto también realizó viajes alrededor del mundo. En julio de 1872 inició junto con su hermano Felipe un viaje que duró nueve meses y que les llevó por diversos lugares como la India y las islas de Hawái. En 1876 fue a cazar a los Estados Unidos donde se reencontró con sus suegros. En 1879 visitó Brasil junto con su otro hermano, el futuro Fernando I de Bulgaria y en 1882 fue a África para una nueva expedición de caza.
El príncipe también realizó algunas misiones a petición de Pedro II como presidir la representación brasileña en la Exposición Universal de Viena de 1873.

### El golpe de Estado republicano y sus consecuencias
En agosto de 1888, el príncipe José, su tercer hijo, murió de neumonía en la academia militar de Wiener Neustadt, próxima a Viena, a los diecinueve años. Luis Augusto se derrumbó y su madre hizo innumerables esfuerzos para consolarlo. Sin embargo, este no fue el único infortunio que afectaría a los hijos del príncipe.
Desde 1875, Pedro Augusto y Augusto Leopoldo fueron adelantados en la línea de sucesión al trono brasileño. Tras varios años de aparente esterilidad, la princesa Isabel dio a luz a tres hijos: Pedro (1875), Luis (1878) y Antonio (1878), los primeros representantes de la dinastía Orleans y Braganza. Sin embargo, los hijos de Leopoldina siguieron viviendo con los abuelos en Brasil. Augusto Leopoldo, como su padre, ingresó en la marina imperial y llegó a teniente segundo. Pedro, por su parte, hizo sus estudios en la escuela politécnica de Río de Janeiro.
Con la proclamación de la república en Brasil el 15 de noviembre de 1889, toda la familia imperial es obligada a partir al exilio. Durante la travesía del Atlántico, Pedro Augusto, uno de los afectados por los acontecimientos presentó uno de los primeros síntomas de los desequilibrios mentales que lo acompañarían hasta el final de su vida. Intentó agredir al capitán del barco y fue detenido y aislado en su camarote donde sufrió delirios persecutorios. Su hermano, que se encontraba a bordo del crucero Almirante Barroso de viaje con la armada imperial, bajó en Colombo, Ceilán tan pronto como se tuvo conocimiento del golpe de Estado y le llevó varias semanas unirse con su familia en Europa.

### La locura de Pedro Augusto
En enero de 1891, Augusto Leopoldo consigue, gracias a la intermediación de su padre, permiso del emperador Francisco José I para ingresar en la marina austrohúngara. Una vez encontrado un empleo para su segundo hijo, envía a Pedro Augusto de viaje por Europa para que olvide lo sucedido en Brasil. Sin embargo, el príncipe se mostró todo el tiempo muy preocupado con la situación política del antiguo imperio.

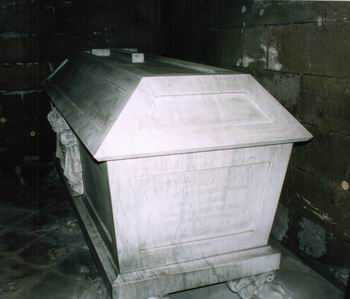
Tumba de Luis Augusto, en Coburgo.

El 1 de diciembre de 1891, Pedro II murió en París lo que causó un gran dolor en su nieto mayor que, desorientado por la caída del Imperio del Brasil, cayó en una profunda depresión e intenta suicidarse. Ante esta situación, su padre decidió internarlo en un sanatorio, donde permaneció hasta su muerte en 1934.

### Últimos años
Tras la caída del imperio, Luis Augusto volvió a la marina austrohúngara. Sin embargo, pasaba la mayor parte de su tiempo entre su casa en Schladming, en los Alpes austriacos, y París donde intentaba olvidar su condición de viudo. En el tiempo que le quedaba, seguía practicando la caza y coleccionando relojes. También viajó a muchos lugares como Bulgaria, donde su hermano menor, Fernando había sido elegido zar en 1887.
El 16 de febrero de 1907, su madre Clementina de Orleans murió en Viena con 90 años. Bastante deprimido por la pérdida de su madre, Luis Augusto muere pocos meses después, el 14 de septiembre en Karlovy Vary. De acuerdo con su último deseo, su corazón fue embalsamado y depositado en una urna de oro en Minas Gerais. En cuanto a su cuerpo, este fue vestido con el uniforme de almirante de la marina de Brasil y enterrado junto con su esposa, en la cripta de la iglesia de san Agustín en Coburgo.
Solo sus dos hijos menores permanecieron con la nacionalidad alemana, sus hijos mayores mantuvieron la nacionalidad brasileña. Los descendientes de Augusto Leopoldo formaron la subdivisión de Sajonia-Coburgo y Braganza.

## Ancestros
| \| \| \| \| \| \| \| \| \| \| \| \| \| \| \| \| \| \| \| \| 16. Ernesto Federico de Sajonia-Coburgo-Saalfeld \| \| \| \| \| \| \| \| \| \| \| \| \| \| \| \| \| \| \| \| \| \| \| \| \| \| \| \| \| \| \| \| \| \| \| \| \| \| \| \| \| \| \| \| \| \| \| \| \| \| \| \| \| \| 8. Francisco de Sajonia-Coburgo-Saalfeld \| \| \| \| \| \| \| \| \| \| \| \| \| \| \| \| \| \| \| \| \| \| \| \| \| \| \| \| \| \| \| \| \| \| \| \| \| \| \| \| \| \| \| \| \| \| \| \| \| \| \| \| \| \| 17. Sofía Antonia de Brunswick-Wolfenbüttel \| \| \| \| \| \| \| \| \| \| \| \| \| \| \| \| \| \| \| \| \| \| \| \| \| \| \| \| \| \| \| \| \| \| \| \| \| \| \| \| \| \| \| \| \| \| \| \| \| \| \| \| \| \| 4. Fernando de Sajonia-Coburgo-Gotha \| \| \| \| \| \| \| \| \| \| \| \| \| \| \| \| \| \| \| \| \| \| \| \| \| \| \| \| \| \| \| \| \| \| \| \| \| \| \| \| \| \| \| \| \| \| \| \| \| \| \| \| \| \| 18. Enrique XXIV de Reuss-Ebersdorf \| \| \| \| \| \| \| \| \| \| \| \| \| \| \| \| \| \| \| \| \| \| \| \| \| \| \| \| \| \| \| \| \| \| \| \| \| \| \| \| \| \| \| \| \| \| \| \| \| \| \| \| \| \| 9. Augusta de Reuss-Ebersdorf \| \| \| \| \| \| \| \| \| \| \| \| \| \| \| \| \| \| \| \| \| \| \| \| \| \| \| \| \| \| \| \| \| \| \| \| \| \| \| \| \| \| \| \| \| \| \| \| \| \| \| \| \| \| 19. Carolina Ernestina de Erbach-Schönberg \| \| \| \| \| \| \| \| \| \| \| \| \| \| \| \| \| \| \| \| \| \| \| \| \| \| \| \| \| \| \| \| \| \| \| \| \| \| \| \| \| \| \| \| \| \| \| \| \| \| \| \| \| \| 2. Augusto de Sajonia-Coburgo-Gotha \| \| \| \| \| \| \| \| \| \| \| \| \| \| \| \| \| \| \| \| \| \| \| \| \| \| \| \| \| \| \| \| \| \| \| \| \| \| \| \| \| \| \| \| \| \| \| \| \| \| \| \| \| \| 20. Ignacio José de Kohary \| \| \| \| \| \| \| \| \| \| \| \| \| \| \| \| \| \| \| \| \| \| \| \| \| \| \| \| \| \| \| \| \| \| \| \| \| \| \| \| \| \| \| \| \| \| \| \| \| \| \| \| \| \| 10. Francisco José I de Kohary \| \| \| \| \| \| \| \| \| \| \| \| \| \| \| \| \| \| \| \| \| \| \| \| \| \| \| \| \| \| \| \| \| \| \| \| \| \| \| \| \| \| \| \| \| \| \| \| \| \| \| \| \| \| 21. María Gabriela Cavriani \| \| \| \| \| \| \| \| \| \| \| \| \| \| \| \| \| \| \| \| \| \| \| \| \| \| \| \| \| \| \| \| \| \| \| \| \| \| \| \| \| \| \| \| \| \| \| \| \| \| \| \| \| \| 5. María Antonia de Kohary \| \| \| \| \| \| \| \| \| \| \| \| \| \| \| \| \| \| \| \| \| \| \| \| \| \| \| \| \| \| \| \| \| \| \| \| \| \| \| \| \| \| \| \| \| \| \| \| \| \| \| \| \| \| 22. Jorge Cristián de Waldstein-Wartenberg \| \| \| \| \| \| \| \| \| \| \| \| \| \| \| \| \| \| \| \| \| \| \| \| \| \| \| \| \| \| \| \| \| \| \| \| \| \| \| \| \| \| \| \| \| \| \| \| \| \| \| \| \| \| 11. María Antonia de Waldstein-Wartenberg \| \| \| \| \| \| \| \| \| \| \| \| \| \| \| \| \| \| \| \| \| \| \| \| \| \| \| \| \| \| \| \| \| \| \| \| \| \| \| \| \| \| \| \| \| \| \| \| \| \| \| \| \| \| 23. Isabel Ulfeldt \| \| \| \| \| \| \| \| \| \| \| \| \| \| \| \| \| \| \| \| \| \| \| \| \| \| \| \| \| \| \| \| \| \| \| \| \| \| \| \| \| \| \| \| \| \| \| \| \| \| \| \| \| \| 1. Luis Augusto de Sajonia-Coburgo-Gotha \| \| \| \| \| \| \| \| \| \| \| \| \| \| \| \| \| \| \| \| \| \| \| \| \| \| \| \| \| \| \| \| \| \| \| \| \| \| \| \| \| \| \| \| \| \| \| \| \| \| \| \| \| \| 24. Luis Felipe I de Orleans \| \| \| \| \| \| \| \| \| \| \| \| \| \| \| \| \| \| \| \| \| \| \| \| \| \| \| \| \| \| \| \| \| \| \| \| \| \| \| \| \| \| \| \| \| \| \| \| \| \| \| \| \| \| 12. Luis Felipe II de Orleans \| \| \| \| \| \| \| \| \| \| \| \| \| \| \| \| \| \| \| \| \| \| \| \| \| \| \| \| \| \| \| \| \| \| \| \| \| \| \| \| \| \| \| \| \| \| \| \| \| \| \| \| \| \| 25. Luisa Enriqueta de Borbón-Conti \| \| \| \| \| \| \| \| \| \| \| \| \| \| \| \| \| \| \| \| \| \| \| \| \| \| \| \| \| \| \| \| \| \| \| \| \| \| \| \| \| \| \| \| \| \| \| \| \| \| \| \| \| \| 6. Luis Felipe I de Francia \| \| \| \| \| \| \| \| \| \| \| \| \| \| \| \| \| \| \| \| \| \| \| \| \| \| \| \| \| \| \| \| \| \| \| \| \| \| \| \| \| \| \| \| \| \| \| \| \| \| \| \| \| \| 23. Luis Juan María de Borbón \| \| \| \| \| \| \| \| \| \| \| \| \| \| \| \| \| \| \| \| \| \| \| \| \| \| \| \| \| \| \| \| \| \| \| \| \| \| \| \| \| \| \| \| \| \| \| \| \| \| \| \| \| \| 13. Luisa María Adelaida de Borbón \| \| \| \| \| \| \| \| \| \| \| \| \| \| \| \| \| \| \| \| \| \| \| \| \| \| \| \| \| \| \| \| \| \| \| \| \| \| \| \| \| \| \| \| \| \| \| \| \| \| \| \| \| \| 23. María Teresa Felicidad de Este-Módena \| \| \| \| \| \| \| \| \| \| \| \| \| \| \| \| \| \| \| \| \| \| \| \| \| \| \| \| \| \| \| \| \| \| \| \| \| \| \| \| \| \| \| \| \| \| \| \| \| \| \| \| \| \| 3. Clementina de Orleans \| \| \| \| \| \| \| \| \| \| \| \| \| \| \| \| \| \| \| \| \| \| \| \| \| \| \| \| \| \| \| \| \| \| \| \| \| \| \| \| \| \| \| \| \| \| \| \| \| \| \| \| \| \| 28. Carlos III de España \| \| \| \| \| \| \| \| \| \| \| \| \| \| \| \| \| \| \| \| \| \| \| \| \| \| \| \| \| \| \| \| \| \| \| \| \| \| \| \| \| \| \| \| \| \| \| \| \| \| \| \| \| \| 14. Fernando I de las Dos Sicilias \| \| \| \| \| \| \| \| \| \| \| \| \| \| \| \| \| \| \| \| \| \| \| \| \| \| \| \| \| \| \| \| \| \| \| \| \| \| \| \| \| \| \| \| \| \| \| \| \| \| \| \| \| \| 29. María Amalia de Sajonia \| \| \| \| \| \| \| \| \| \| \| \| \| \| \| \| \| \| \| \| \| \| \| \| \| \| \| \| \| \| \| \| \| \| \| \| \| \| \| \| \| \| \| \| \| \| \| \| \| \| \| \| \| \| 7. María Amalia de Borbón-Dos Sicilias \| \| \| \| \| \| \| \| \| \| \| \| \| \| \| \| \| \| \| \| \| \| \| \| \| \| \| \| \| \| \| \| \| \| \| \| \| \| \| \| \| \| \| \| \| \| \| \| \| \| \| \| \| \| 30. Francisco I del Sacro Imperio Romano Germánico \| \| \| \| \| \| \| \| \| \| \| \| \| \| \| \| \| \| \| \| \| \| \| \| \| \| \| \| \| \| \| \| \| \| \| \| \| \| \| \| \| \| \| \| \| \| \| \| \| \| \| \| \| \| 15. María Carolina de Austria \| \| \| \| \| \| \| \| \| \| \| \| \| \| \| \| \| \| \| \| \| \| \| \| \| \| \| \| \| \| \| \| \| \| \| \| \| \| \| \| \| \| \| \| \| \| \| \| \| \| \| \| \| \| 31. María Teresa I de Austria \| \| \| \| \| \| \| \| \| \| \| \| \| \| \| \| \| \| \| \| \| \| \| \| \| \| \| \| \| \| \| \| \| \| \| \| \| \| \| \| \| \| \| \| \| \| \| \| \| \| \| \| |                                                    |  |  |  |  |  |  |  |  |  |  |  |  |  |  |  |
| |                                                    |  |  |  |  |  |  |  |  |  |  |  |  |  |  |  |
| | 16. Ernesto Federico de Sajonia-Coburgo-Saalfeld   |  |  |  |  |  |  |  |  |  |  |  |  |  |  |  |
| |                                                    |  |  |  |  |  |  |  |  |  |  |  |  |  |  |  |
| |                                                    |  |  |  |  |  |  |  |  |  |  |  |  |  |  |  |
| | 8. Francisco de Sajonia-Coburgo-Saalfeld           |  |  |  |  |  |  |  |  |  |  |  |  |  |  |  |
| |                                                    |  |  |  |  |  |  |  |  |  |  |  |  |  |  |  |
| |                                                    |  |  |  |  |  |  |  |  |  |  |  |  |  |  |  |
| | 17. Sofía Antonia de Brunswick-Wolfenbüttel        |  |  |  |  |  |  |  |  |  |  |  |  |  |  |  |
| |                                                    |  |  |  |  |  |  |  |  |  |  |  |  |  |  |  |
| |                                                    |  |  |  |  |  |  |  |  |  |  |  |  |  |  |  |
| | 4. Fernando de Sajonia-Coburgo-Gotha               |  |  |  |  |  |  |  |  |  |  |  |  |  |  |  |
| |                                                    |  |  |  |  |  |  |  |  |  |  |  |  |  |  |  |
| |                                                    |  |  |  |  |  |  |  |  |  |  |  |  |  |  |  |
| | 18. Enrique XXIV de Reuss-Ebersdorf                |  |  |  |  |  |  |  |  |  |  |  |  |  |  |  |
| |                                                    |  |  |  |  |  |  |  |  |  |  |  |  |  |  |  |
| |                                                    |  |  |  |  |  |  |  |  |  |  |  |  |  |  |  |
| | 9. Augusta de Reuss-Ebersdorf                      |  |  |  |  |  |  |  |  |  |  |  |  |  |  |  |
| |                                                    |  |  |  |  |  |  |  |  |  |  |  |  |  |  |  |
| |                                                    |  |  |  |  |  |  |  |  |  |  |  |  |  |  |  |
| | 19. Carolina Ernestina de Erbach-Schönberg         |  |  |  |  |  |  |  |  |  |  |  |  |  |  |  |
| |                                                    |  |  |  |  |  |  |  |  |  |  |  |  |  |  |  |
| |                                                    |  |  |  |  |  |  |  |  |  |  |  |  |  |  |  |
| | 2. Augusto de Sajonia-Coburgo-Gotha                |  |  |  |  |  |  |  |  |  |  |  |  |  |  |  |
| |                                                    |  |  |  |  |  |  |  |  |  |  |  |  |  |  |  |
| |                                                    |  |  |  |  |  |  |  |  |  |  |  |  |  |  |  |
| | 20. Ignacio José de Kohary                         |  |  |  |  |  |  |  |  |  |  |  |  |  |  |  |
| |                                                    |  |  |  |  |  |  |  |  |  |  |  |  |  |  |  |
| |                                                    |  |  |  |  |  |  |  |  |  |  |  |  |  |  |  |
| | 10. Francisco José I de Kohary                     |  |  |  |  |  |  |  |  |  |  |  |  |  |  |  |
| |                                                    |  |  |  |  |  |  |  |  |  |  |  |  |  |  |  |
| |                                                    |  |  |  |  |  |  |  |  |  |  |  |  |  |  |  |
| | 21. María Gabriela Cavriani                        |  |  |  |  |  |  |  |  |  |  |  |  |  |  |  |
| |                                                    |  |  |  |  |  |  |  |  |  |  |  |  |  |  |  |
| |                                                    |  |  |  |  |  |  |  |  |  |  |  |  |  |  |  |
| | 5. María Antonia de Kohary                         |  |  |  |  |  |  |  |  |  |  |  |  |  |  |  |
| |                                                    |  |  |  |  |  |  |  |  |  |  |  |  |  |  |  |
| |                                                    |  |  |  |  |  |  |  |  |  |  |  |  |  |  |  |
| | 22. Jorge Cristián de Waldstein-Wartenberg         |  |  |  |  |  |  |  |  |  |  |  |  |  |  |  |
| |                                                    |  |  |  |  |  |  |  |  |  |  |  |  |  |  |  |
| |                                                    |  |  |  |  |  |  |  |  |  |  |  |  |  |  |  |
| | 11. María Antonia de Waldstein-Wartenberg          |  |  |  |  |  |  |  |  |  |  |  |  |  |  |  |
| |                                                    |  |  |  |  |  |  |  |  |  |  |  |  |  |  |  |
| |                                                    |  |  |  |  |  |  |  |  |  |  |  |  |  |  |  |
| | 23. Isabel Ulfeldt                                 |  |  |  |  |  |  |  |  |  |  |  |  |  |  |  |
| |                                                    |  |  |  |  |  |  |  |  |  |  |  |  |  |  |  |
| |                                                    |  |  |  |  |  |  |  |  |  |  |  |  |  |  |  |
| | 1. Luis Augusto de Sajonia-Coburgo-Gotha           |  |  |  |  |  |  |  |  |  |  |  |  |  |  |  |
| |                                                    |  |  |  |  |  |  |  |  |  |  |  |  |  |  |  |
| |                                                    |  |  |  |  |  |  |  |  |  |  |  |  |  |  |  |
| | 24. Luis Felipe I de Orleans                       |  |  |  |  |  |  |  |  |  |  |  |  |  |  |  |
| |                                                    |  |  |  |  |  |  |  |  |  |  |  |  |  |  |  |
| |                                                    |  |  |  |  |  |  |  |  |  |  |  |  |  |  |  |
| | 12. Luis Felipe II de Orleans                      |  |  |  |  |  |  |  |  |  |  |  |  |  |  |  |
| |                                                    |  |  |  |  |  |  |  |  |  |  |  |  |  |  |  |
| |                                                    |  |  |  |  |  |  |  |  |  |  |  |  |  |  |  |
| | 25. Luisa Enriqueta de Borbón-Conti                |  |  |  |  |  |  |  |  |  |  |  |  |  |  |  |
| |                                                    |  |  |  |  |  |  |  |  |  |  |  |  |  |  |  |
| |                                                    |  |  |  |  |  |  |  |  |  |  |  |  |  |  |  |
| | 6. Luis Felipe I de Francia                        |  |  |  |  |  |  |  |  |  |  |  |  |  |  |  |
| |                                                    |  |  |  |  |  |  |  |  |  |  |  |  |  |  |  |
| |                                                    |  |  |  |  |  |  |  |  |  |  |  |  |  |  |  |
| | 23. Luis Juan María de Borbón                      |  |  |  |  |  |  |  |  |  |  |  |  |  |  |  |
| |                                                    |  |  |  |  |  |  |  |  |  |  |  |  |  |  |  |
| |                                                    |  |  |  |  |  |  |  |  |  |  |  |  |  |  |  |
| | 13. Luisa María Adelaida de Borbón                 |  |  |  |  |  |  |  |  |  |  |  |  |  |  |  |
| |                                                    |  |  |  |  |  |  |  |  |  |  |  |  |  |  |  |
| |                                                    |  |  |  |  |  |  |  |  |  |  |  |  |  |  |  |
| | 23. María Teresa Felicidad de Este-Módena          |  |  |  |  |  |  |  |  |  |  |  |  |  |  |  |
| |                                                    |  |  |  |  |  |  |  |  |  |  |  |  |  |  |  |
| |                                                    |  |  |  |  |  |  |  |  |  |  |  |  |  |  |  |
| | 3. Clementina de Orleans                           |  |  |  |  |  |  |  |  |  |  |  |  |  |  |  |
| |                                                    |  |  |  |  |  |  |  |  |  |  |  |  |  |  |  |
| |                                                    |  |  |  |  |  |  |  |  |  |  |  |  |  |  |  |
| | 28. Carlos III de España                           |  |  |  |  |  |  |  |  |  |  |  |  |  |  |  |
| |                                                    |  |  |  |  |  |  |  |  |  |  |  |  |  |  |  |
| |                                                    |  |  |  |  |  |  |  |  |  |  |  |  |  |  |  |
| | 14. Fernando I de las Dos Sicilias                 |  |  |  |  |  |  |  |  |  |  |  |  |  |  |  |
| |                                                    |  |  |  |  |  |  |  |  |  |  |  |  |  |  |  |
| |                                                    |  |  |  |  |  |  |  |  |  |  |  |  |  |  |  |
| | 29. María Amalia de Sajonia                        |  |  |  |  |  |  |  |  |  |  |  |  |  |  |  |
| |                                                    |  |  |  |  |  |  |  |  |  |  |  |  |  |  |  |
| |                                                    |  |  |  |  |  |  |  |  |  |  |  |  |  |  |  |
| | 7. María Amalia de Borbón-Dos Sicilias             |  |  |  |  |  |  |  |  |  |  |  |  |  |  |  |
| |                                                    |  |  |  |  |  |  |  |  |  |  |  |  |  |  |  |
| |                                                    |  |  |  |  |  |  |  |  |  |  |  |  |  |  |  |
| | 30. Francisco I del Sacro Imperio Romano Germánico |  |  |  |  |  |  |  |  |  |  |  |  |  |  |  |
| |                                                    |  |  |  |  |  |  |  |  |  |  |  |  |  |  |  |
| |                                                    |  |  |  |  |  |  |  |  |  |  |  |  |  |  |  |
| | 15. María Carolina de Austria                      |  |  |  |  |  |  |  |  |  |  |  |  |  |  |  |
| |                                                    |  |  |  |  |  |  |  |  |  |  |  |  |  |  |  |
| |                                                    |  |  |  |  |  |  |  |  |  |  |  |  |  |  |  |
| | 31. María Teresa I de Austria                      |  |  |  |  |  |  |  |  |  |  |  |  |  |  |  |
| |                                                    |  |  |  |  |  |  |  |  |  |  |  |  |  |  |  |
| |                                                    |  |  |  |  |  |  |  |  |  |  |  |  |  |  |  |

## Descendientes
| Nombre  | Foto | Nacimiento | Fallecimiento | Notas |
| ------- | ---- | ---------- | ------------- | --- |
| Pedro   |      | 1866       | 1934          | Príncipe de Brasil y de Sajonia-Coburgo-Gotha. Empezó a presentar desequilibrios mentales tras el exilio de la familia imperial brasileña como consecuencia de la proclamación de la república, el 15 de noviembre de 1889. Murió en un sanatorio en los alrededores de Viena. |
| Augusto |      | 1867       | 1922          | Príncipe de Brasil e de Sajonia-Coburgo-Gotha. Se casó en 1894 con la archiduquesa Carolina María de Habsburgo, con la que tuvo descendencia. |
| José    |      | 1869       | 1888          | Príncipe de Sajonia-Coburgo-Gotha. No se casó. |
| Luis    |      | 1870       | 1942          | Príncipe de Sajonia-Coburgo-Gotha. Se casó en primeras nupcias (1900) con Matilde de Baviera y, en segundas nupcias (1907), con Ana de Trauttmansdorff-Weinsberg. De ambas uniones hubo descendencia.                                                                          |